# اوتا فریث
اوتا فریث (انگلیسی: Uta Frith؛ زادهٔ ۲۵ مهٔ ۱۹۴۱) یک روانشناس رشد آلمانی است که در انستیتوی علوم اعصاب شناختی در کالج دانشگاه لندن کار می‌کند. او پیشگام بسیاری از تحقیقات کنونی در زمینه اوتیسم بوده‌است و تا به حال چندین کتاب در مورد این موضوع نوشته‌است.